# Буджак (Молдова)
Буджа́к (рум. Bugeac, гаг. Bucak) — село (в минулому селище Комрат) Комратського округу Гагаузії Молдови, утворює окрему комуну.
В селі знаходиться залізнична станція Комрат.
Населення утворюють в основному гагаузи — 942 особи, живуть також молдовани — 305, росіяни — 115, українці — 85, болгари  — 56, цигани — 4.